# Conclusão afirmativa de uma premissa negativa
Conclusão afirmativa de uma premissa negativa (negativo ilícito) é uma falácia formal que é cometida quando um silogismo categórico tem uma conclusão positiva e uma ou duas premissas negativas.
Por exemplo:
Nenhum peixe é cão, e nenhum cão pode voar, portanto todos os peixes podem voar.
A única coisa que se pode inferir propriamente destas premissas é que algumas coisas que não são peixes não podem voar, desde que cães existam.
Ou:
Nós não lemos esse lixo. Pessoas que leem esse lixo não apreciam literatura real. Portanto, nós apreciamos literatura real.
Isto pode ser ilustrado matematicamente como:
Se {\displaystyle A\cap B=\emptyset } e {\displaystyle B\cap C=\emptyset } então {\displaystyle A\subset C}.
É uma falácia porque qualquer forma válida de silogismo categórico que afirma uma premissa negativa tem de ter uma conclusão negativa.